# Liste des circonscriptions législatives du Nord
Le département français du Nord est, sous la Cinquième République, constitué de vingt-trois circonscriptions législatives de 1958 à 1986, de vingt-quatre circonscriptions après le redécoupage électoral de 1986 puis de vingt et une circonscriptions depuis le redécoupage de 2010, entré en application à compter des élections législatives de 2012.

## Présentation
| \| v · d · m 1re 2e 3e 4e 5e 6e 7e 8e 9e 10e 11e 12e 13e 14e 15e 16e 17e 18e 19e 20e 21e \| Répartition des circonscriptions du Nord à la suite du découpage de 2010 |
| 1re 2e 3e 4e 5e 6e 7e 8e 9e 10e 11e 12e 13e 14e 15e 16e 17e 18e 19e 20e 21e                                                                                          |

Par ordonnance du 13 octobre 1958 relative à l'élection des députés à l'Assemblée nationale, le département du Nord est d'abord constitué de vingt-trois circonscriptions électorales.
Lors des élections législatives de 1986 qui se sont déroulées selon un mode de scrutin proportionnel à un seul tour par listes départementales, le nombre de sièges du Nord a été porté de vingt-trois à vingt-quatre.
Le retour à un mode de scrutin uninominal majoritaire à deux tours en vue des élections législatives suivantes, a maintenu ce nombre de vingt-quatre sièges,, selon un nouveau découpage électoral.
Le redécoupage des circonscriptions législatives réalisé en 2010 et entrant en application à compter des élections législatives de juin 2012, a modifié le nombre et la répartition des circonscriptions du Nord, réduit à vingt et une du fait de la forte sur-représentation démographique du département.

## Composition des circonscriptions

### Composition des circonscriptions de 1902 à 1919
À compter de 1902, le département du Nord comprend vingt-quatre circonscriptions regroupant les cantons suivants :
- 1re circonscription d'Avesnes : Avesnes-sur-Helpe-Nord, Avesnes-sur-Helpe-Sud, Trélon.
- 2e circonscription d'Avesnes : Bavay, Maubeuge, Solre-le-Château.
- 3e circonscription d'Avesnes :  Berlaimont, Landrecies, Le Quesnoy-Est, Le Quesnoy-Ouest.
- 1re circonscription de Cambrai : Cambrai-Est, Cambrai-Ouest, Carnières, Marcoing.
- 2e circonscription de Cambrai : Le Cateau, Clary, Solesmes.
- 1re circonscription de Douai : Douai-Nord, Douai-Ouest, Douai-Sud.
- 2e circonscription de Douai : Arleux, Marchiennes, Orchies.
- 1re circonscription de Dunkerque : Dunkerque-Est, Dunkerque-Ouest, Gravelines.
- 2e circonscription de Dunkerque : Bergues, Bourbourg, Hondschoote, Wormhout.
- 1re circonscription d'Hazebrouck : Cassel, Hazebrouck-Nord, Hazebrouck-Sud, Steenvoorde.
- 2e circonscription d'Hazebrouck : Bailleul-Nord-Est, Bailleul-Ouest, Merville.
- 1re circonscription de Lille : Lille-Centre, Lille-Ouest.
- 2e circonscription de Lille : Lille-Sud, Lille-Sud-Ouest.
- 3e circonscription de Lille : Lille-Est,Lille-Nord, Lille-Nord-Est.
- 4e circonscription de Lille : Armentières, La Bassée.
- 5e circonscription de Lille : Haubourdin, Pont-à-Marcq, Seclin.
- 6e circonscription de Lille : Cysoing, Lannoy, Roubaix-Ouest.
- 7e circonscription de Lille : Roubaix-Est, Roubaix-Nord.
- 8e circonscription de Lille : Tourcoing-Nord-Est, Tourcoing-Sud.
- 9e circonscription de Lille : Roubaix-Nord, Quesnoy.
- 1re circonscription de Valenciennes :  Condé-sur-l'Escaut, Valenciennes-Est.
- 2e circonscription de Valenciennes : Valenciennes-Nord, Saint-Amand-les-Eaux-Rive droite, Saint-Amand-les-Eaux-Rive gauche.
- 3e circonscription de Valenciennes : Bouchain, Denain, Valenciennes-Sud.

### Composition des circonscriptions de 1928 à 1940
À compter de 1928, le département du Nord comprend vingt-quatre circonscriptions regroupant les cantons suivants :
- 1re circonscription d'Avesnes : Avesnes-sur-Helpe-Nord, Avesnes-sur-Helpe-Sud, Solre-le-Château, Trélon.
- 2e circonscription d'Avesnes : Bavay, Maubeuge-Nord, Maubeuge-Sud.
- 3e circonscription d'Avesnes :  Berlaimont, Landrecies, Le Quesnoy-Est, Le Quesnoy-Ouest.
- 1re circonscription de Cambrai : Cambrai-Est, Cambrai-Ouest, Carnières, Marcoing.
- 2e circonscription de Cambrai : Le Cateau, Clary, Solesmes.
- 1re circonscription de Douai : Douai-Nord, Douai-Ouest, Orchies.
- 2e circonscription de Douai : Arleux, Douai-Sud, Marchiennes.
- 1re circonscription de Dunkerque : Dunkerque-Est, Dunkerque-Ouest, Gravelines.
- 2e circonscription de Dunkerque : Bergues, Bourbourg, Hondschoote, Wormhout.
- 1re circonscription d'Hazebrouck : Cassel, Hazebrouck-Nord, Hazebrouck-Sud, Steenvoorde.
- 2e circonscription d'Hazebrouck : Bailleul-Nord-Est, Bailleul-Ouest, Merville.
- 1re circonscription de Lille : Lille-Centre, Lille-Ouest.
- 2e circonscription de Lille : Lille-Sud, Lille-Sud-Ouest.
- 3e circonscription de Lille : Lille-Nord, Lille-Nord-Est.
- 4e circonscription de Lille : Lille-Est, Lille-Sud-Est.
- 5e circonscription de Lille : Haubourdin, La Bassée.
- 6e circonscription de Lille : Cysoing, Pont-à-Marcq, Seclin.
- 7e circonscription de Lille : Lannoy, Roubaix-Est.
- 8e circonscription de Lille : Roubaix-Nord, Roubaix-Ouest.
- 9e circonscription de Lille : Tourcoing-Nord-Est, Tourcoing-Sud.
- 10e circonscription de Lille : Armentières, Quesnoy, Tourcoing-Nord.
- 1re circonscription de Valenciennes :  Condé-sur-l'Escaut, Valenciennes-Est.
- 2e circonscription de Valenciennes : Valenciennes-Nord, Saint-Amand-les-Eaux-Rive droite, Saint-Amand-les-Eaux-Rive gauche.
- 3e circonscription de Valenciennes : Bouchain, Denain, Valenciennes-Sud.

### Composition des circonscriptions de 1945 à 1958
À compter de 1945, le département du Nord comprend trois circonscriptions regroupant les cantons suivants :
- 1re circonscription : Dunkerque-Est ; Dunkerque-Ouest ; Bergues ; Cassel ; Gravelines ; Hazebrouck-Nord ; Hazebrouck-Sud ; Bourbourg ; Hondschoote ; Wormhout ; Steenvoorde ; Bailleul-Sud-Ouest ; Bailleul-Nord-Est et de Merville.
- 2e circonscription : Armentières ; La Bassée ; Cysoing ; Haubourdin ; Lannoy ; Lille-Centre ; Lille-Est ; Lille-Nord ; Lille-Nord-Est ; Lille-Ouest ; Lille-Sud ; Lille-Sud-Est ; Lille-Sud-Ouest ; Marcq-en-Barœul ; Pont-à-Marcq ; Quesnoy-sur-Deûle ; Roubaix-Centre ; Roubaix-Est ; Roubaix-Nord ; Roubaix-Ouest ; Seclin ; Tourcoing-Nord ; Tourcoing-Nord-Est et de Tourcoing-Sud.

- 3e circonscription :  Arleux ; Avesnes-sur-Helpe-Nord ; Avesnes-sur-Helpe-Sud ; Bavay ; Berlaimont ; Bouchain ; Cambrai-Est ; Cambrai-Ouest ; Carnières ; Cateau ; Clary ; Condé-sur-l'Escaut ; Denain ; Douai-Nord ; Douai-Ouest ; Douai-Sud ; Landrecies ; Marchiennes ; Marcoing ; Maubeuge-Nord ; Maubeuge-Sud ; Orchies ; Quesnoy-Est ; Quesnoy-Ouest ; Saint-Amand-les-Eaux-Rive droite ; Saint-Amand-les-Eaux-Rive gauche ; Solesmes ; Solre-le-Château ; Trélon ; Valenciennes-Est ; Valenciennes-Nord et de Valenciennes-Sud.

### Composition des circonscriptions de 1958 à 1986
À compter de 1958, le département du Nord comprend vingt-trois circonscriptions regroupant les cantons suivants :
- 1re circonscription : Lille-Centre, Lille-Ouest.
- 2e circonscription : Lille-Sud, Lille-Sud-Ouest.
- 3e circonscription :  Lille-Nord, Lille-Nord-Est.
- 4e circonscription : Lille-Est, Lille-Sud-Est.
- 5e circonscription : La Bassée, Haubourdin.
- 6e circonscription : Cysoing, Pont-à-Marcq, Seclin.
- 7e circonscription : Lannoy, Roubaix-Est.
- 8e circonscription : Roubaix-Nord, Roubaix-Ouest.
- 9e circonscription : Tourcoing-Nord-Est, Tourcoing-Sud.
- 10e circonscription : Armentières, Quesnoy-sur-Deule, Tourcoing-Nord.
- 11e circonscription : Dunkerque-Est, Dunkerque-Ouest, Gravelines.
- 12e circonscription : Bergues, Bourbourg, Cassel, Hondschoote, Steenvoorde, Wormhout.
- 13e circonscription : Bailleul-Nord-Est, Bailleul-Sud-Ouest, Hazebrouck-Nord, Hazebrouck-Sud, Merville.
- 14e circonscription : Douai-Nord, Douai-Ouest, Orchies.
- 15e circonscription : Arleux, Douai-Sud, Marchiennes.
- 16e circonscription :Cambrai-Est, Cambrai-Ouest, Carnières, Marcoing.
- 17e circonscription : Le Cateau, Clary, Solesmes.
- 18e circonscription : Condé-sur-l'Escaut, Valenciennes-Est.
- 19e circonscription :  Saint-Amand-les-Eaux-Rive droite, Saint-Amand-les-Eaux-Rive gauche, Valenciennes-Nord.
- 20e circonscription : Bouchain, Denain, Valenciennes-Sud.
- 21e circonscription : Avesnes-Nord, Avesne-Sud, Solre-le-Château, Trélon.
- 22e circonscription : Hautmont, Maubeuge-Nord, Maubeuge-Sud.
- 23e circonscription : Bavay, Berlaimont, Le Quesnoy-Est, Le Quesnoy-Ouest.

### Composition des circonscriptions de 1988 à 2012
À compter du découpage de 1986, le département du Nord comprend vingt-quatre circonscriptions regroupant les cantons suivants :
- 1re circonscription : Lille-Sud, Lille-Sud-Est (sauf communes de Lezennes et Ronchin), Lille-Sud-Ouest.
- 2e circonscription : Lille-Est, Villeneuve-d'Ascq, communes de Lezennes et Ronchin.
- 3e circonscription : Lille-Centre, Lille-Nord, Lille-Nord-Est.
- 4e circonscription : Lille-Ouest, Quesnoy-sur-Deûle.
- 5e circonscription : Haubourdin, La Bassée, Provin, Fromelles, Lesquin, Gondecourt, Seclin.
- 6e circonscription : Cysoing, Orchies, Pont-à-Marcq, commune d'Anstaing, Baisieux, Chéreng, Forest-sur-Marque, Gruson, Sailly-lez-Lannoy, Tressin et Willems.
- 7e circonscription : Roubaix-Centre (partie située au sud d'une ligne définie par l'axe des voies ci-après : rue de Barbieux, rue Henri-Bossut et rue Jean-Moulin jusqu'à la limite du canton de Roubaix-Ouest, par la limite du canton de Roubaix-Ouest, puis celle du canton de Roubaix-Nord jusqu'à la place de la Liberté, et par l'axe des voies ci-après : place de la Liberté, rue de Lannoy, boulevard de Belfort et rue Monge jusqu'à la limite du canton de Roubaix-Est), Roubaix-Est, Lannoy (sauf communes d'Anstaing, Baisieux, Chéreng, Forest-sur-Marque, Gruson, Sailly-lez-Lannoy, Tressin et Willems).
- 8e circonscription : Roubaix-Centre (partie non comprise dans la 7e circonscription), Roubaix-Nord, Roubaix-Ouest.
- 9e circonscription : Marcq-en-Barœul, Tourcoing-Sud.
- 10e circonscription : Tourcoing-Nord, Tourcoing-Nord-Est.
- 11e circonscription : Armentières, La Bassée, Lomme.
- 12e circonscription : Dunkerque-Ouest sauf la partie de la commune de Dunkerque située à l'est d'une ligne définie par la limite de la commune de Saint-Pol-sur-Mer et l'axe des voies ci-après : avenue de Petite-Synthe (à partir de l'angle sud-est de la limite territoriale de la commune de Saint-Pol-sur-Mer), Grande-Synthe, Gravelines.
- 13e circonscription : Coudekerque-Branche, Dunkerque-Est (sauf communes de Bray-Dunes et Zuydcoote), Dunkerque-Ouest (partie non comprise dans la 12e circonscription).
- 14e circonscription : Bergues, Bourbourg, Cassel, Hondschoote, Steenvoorde, Wormhout, communes de Bray-Dunes et Zuydcoote.
- 15e circonscription : Bailleul-Nord-Est, Bailleul-Sud-Ouest, Hazebrouck-Nord, Hazebrouck-Sud, Merville.
- 16e circonscription : Marchiennes, communes de Anhiers, Flines-lez-Raches, Lallaing (issues du canton de Douai-Nord), Auby, Râches, Raimbeaucourt, Roost-Warendin (issues du canton de Douai-Ouest), Aniche, Auberchicourt, Dechy, Écaillon, Guesnain, Lewarde, Loffre, Masny, Montigny-en-Ostrevent (issues du canton de Douai-Sud).
- 17e circonscription : Arleux, communes de Douai, Sin-le-Noble, Waziers (issues du canton de Douai-Nord), Courchelettes, Cuincy, Esquerchin, Flers-en-Escrebieux, Lambres-lez-Douai, Lauwin-Planque (issues du canton de Douai Ouest), Férin, Roucourt (issues du canton de Douai-Sud).
- 18e circonscription : Cambrai-Est, Cambrai-Ouest, Clary, Marcoing.
- 19e circonscription : Bouchain, Denain, Valenciennes-Sud (sauf commune de Valenciennes).
- 20e circonscription : Anzin (sauf commune de Saint-Saulve), Saint-Amand-les-Eaux-Rive droite, Saint-Amand-les-Eaux-Rive gauche, Valenciennes-Nord (sauf commune de Valenciennes), communes de Escautpont, Fresnes-sur-Escaut, Hergnies, Odomez et Vicq.
- 21e circonscription : Condé-sur-l'Escaut (sauf communes d'Escautpont, Fresnes-sur-Escaut, Hergnies, Odomez et Vicq), Valenciennes-Est, communes de Valenciennes (parties comprises dans les cantons de Valenciennes-Nord et de Valenciennes-Sud) et de Saint-Saulve.
- 22e circonscription : Berlaimont, Carnières, Le Cateau-Cambrésis, Le Quesnoy-Est, Le Quesnoy-Ouest, Solesmes.
- 23e circonscription : Bavay, Maubeuge-Nord, Maubeuge-Sud.
- 24e circonscription : Avesnes-sur-Helpe-Nord, Avesnes-sur-Helpe-Sud, Hautmont, Landrecies, Solre-le-Château, Trélon.

### Composition des circonscriptions à compter de 2012
Depuis le nouveau découpage électoral, le département comprend vingt et une circonscriptions regroupant les cantons suivants :
- 1re circonscription : Lille-Centre, Lille-Sud, Lille-Sud-Est (sauf communes de Lezennes et Ronchin), commune de Loos
- 2e circonscription : Lille-Est, Villeneuve-d'Ascq-Nord, Villeneuve-d'Ascq-Sud, communes de Lezennes, Mons-en-Barœul et Ronchin
- 3e circonscription : Avesnes-sur-Helpe-Nord, Bavay, Maubeuge-Nord, Maubeuge-Sud, Solre-le-Château, Trélon
- 4e circonscription : Lille-Nord, Lille-Ouest, Quesnoy-sur-Deûle
- 5e circonscription : La Bassée, Haubourdin (sauf commune de Loos), Seclin-Nord, Seclin-Sud.
- 6e circonscription : Cysoing, Orchies, Pont-à-Marcq, commune d'Anstaing, Baisieux, Chéreng, Forest-sur-Marque, Gruson, Sailly-lez-Lannoy, Tressin et Willems.
- 7e circonscription : Lannoy (sauf communes d'Anstaing, Baisieux, Chéreng, Forest-sur-Marque, Gruson, Sailly-lez-Lannoy, Tressin et Willems), Roubaix-Ouest
- 8e circonscription : Roubaix-Centre, Roubaix-Est, Roubaix-Nord
- 9e circonscription : Lille-Nord-Est (sauf commune de Mons-en-Barœul), Marcq-en-Barœul, Tourcoing-Sud.
- 10e circonscription : Tourcoing-Nord, Tourcoing-Nord-Est.
- 11e circonscription : Armentières, Lille-Sud-Ouest, Lomme
- 12e circonscription : Avesnes-sur-Helpe-Sud, Berlaimont, Carnières, Hautmont, Landrecies, Le Quesnoy-Est, Le Quesnoy-Ouest, Solesmes
- 13e circonscription : Coudekerque-Branche, Dunkerque-Ouest, Grande-Synthe
- 14e circonscription : Bergues, Bourbourg, Dunkerque-Est, Gravelines, Hondschoote, Wormhout
- 15e circonscription : Bailleul-Nord-Est, Bailleul-Sud-Ouest, Cassel, Hazebrouck-Nord, Hazebrouck-Sud, Merville, Steenvoorde
- 16e circonscription : Marchiennes, Douai-Nord (sauf Douai) , communes d'Aniche, Auberchicourt, Dechy, Écaillon, Guesnain, Lewarde, Loffre, Masny et Montigny-en-Ostrevent
- 17e circonscription : Arleux, communes de Douai (Douai-Nord), Douai-Nord-Est, Douai-Sud (sauf communes d'Aniche, Auberchicourt, Dechy, Écaillon, Guesnain, Lewarde, Loffre, Masny et Montigny-en-Ostrevent), Douai-Sud-Ouest.
- 18e circonscription : Cambrai-Est, Cambrai-Ouest, Le Cateau-Cambrésis, Clary, Marcoing
- 19e circonscription : Bouchain, Denain, Valenciennes-Sud (sauf commune de Valenciennes).
- 20e circonscription : Anzin (sauf commune de Saint-Saulve), Saint-Amand-les-Eaux-Rive droite, Saint-Amand-les-Eaux-Rive gauche, communes d'Escautpont, Fresnes-sur-Escaut, Hergnies, Odomez, Vicq et Vieux-Condé
- 21e circonscription : Condé-sur-l'Escaut (sauf communes d'Escautpont, Fresnes-sur-Escaut, Hergnies, Odomez, Vicq et Vieux-Condé), Valenciennes-Est, Valenciennes-Nord, commune de Valenciennes (partie comprise dans le canton de Valenciennes-Sud), commune de Saint-Saulve

À la suite du redécoupage des cantons de 2014, les circonscriptions législatives ne sont plus composées de cantons entiers mais continuent à être définies selon les limites cantonales en vigueur en 2010. Les circonscriptions sont ainsi composées des cantons actuels suivants :
- 1re circonscription : cantons de Lille-4 (sauf communes de Lezennes, Ronchin et partie du quartier de Lille-Centre) et de Lille-5 (partie des quartiers lillois de Lille-Sud, Vauban-Esquermes et Wazemmes), communes de Faches-Thumesnil et de Loos ainsi qu'une partie sud-ouest du Vieux-Lille (du canton de Lille-1).

- 2e circonscription : cantons de Lille-3 (communes de Mons-en-Baroeul, Hellemmes et partie du quartier lillois de Fives), Lille-4 (communes de Lezennes, Ronchin et partie de Lille-Centre), commune de Villeneuve-d'Ascq.

- 3e circonscription : cantons d'Aulnoye-Aymeries (16 communes), Avesnes-sur-Helpe (8 communes), Fourmies (sauf communes d'Avesnelles, Rainsars et Sains-du-Nord) et de Maubeuge.

- 4e circonscription : cantons de Lille-1 (sauf une partie du Vieux-Lille) et Lambersart (sauf communes de Linselles et Bousbecque), communes de Deûlémont, Pérenchies et Warneton.

- 5e circonscription : cantons d'Annœullin (sauf communes du Maisnil, Ostricourt, Phalempin, Radinghem-en-Weppes et Wahagnies) et Faches-Thumesnil (sauf commune de Faches-Thumesnil), communes de Lesquin et Santes.
- 6e circonscription : cantons d'Orchies (9 communes), Templeuve-en-Pévèle (sauf commune de Lesquin) et Villeneuve-d'Ascq (sauf communes de Toufflers et Villeneuve-d'Ascq), communes d'Ostricourt, Phalempin et Wahagnies.
- 7e circonscription : canton de Croix, communes de Leers et Toufflers, quartiers ouest de Roubaix (Epeule, Trichon, Fresnoy-Mackellerie).
- 8e circonscription : cantons de Roubaix-1 (sauf quartiers ouest de Roubaix) et de Roubaix-2 (sauf commune de Leers)
- 9e circonscription : cantons de Lille-2, Lille-3 (partie du quartier de Fives), Lille-4 (partie du quartier de Lille-Centre) et Tourcoing-2 (quartiers tourquennois du Blanc-Seau, Centre-Ville, Epidème, Flocon-Blanche Porte et Virolois).
- 10e circonscription : cantons de Tourcoing-1 et Tourcoing-2 (sauf quartiers tourquennois du Blanc-Seau, Centre-Ville, Epidème, Flocon-Blanche Porte et Virolois), communes de Bousbecque et Linselles.
- 11e circonscription : cantons d'Annœullin (communes du Maisnil et de Radinghem-en-Weppes), Armentières (sauf communes de Deûlémont, Pérenchies et Warneton), Lille-5 (quartier lillois du Faubourg de Béthune et partie des quartiers de Lille-Sud, Vauban-Esquermes et Wazemmes) et Lille-6 (sauf communes de Loos et de Santes).
- 12e circonscription : cantons d'Aulnoye-Aymeries (23 communes), Avesnes-sur-Helpe (45 communes) et Caudry (sauf communes de Cagnoncles, Caudry, Cauroir, Iwuy et Naves), communes d'Avesnelles, Briastre, Cattenières, Fontaine-au-Pire, Rainsars, Sains-du-Nord et Wambaix.
- 13e circonscription : cantons de Dunkerque-1, Dunkerque-2 (partie du quartier de Dunkerque-Centre, quartiers des Glacis, Malo et Rosendaël), communes de Cappelle-la-Grande, Coudekerque-Branche et Grande-Synthe, communes déléguées de Mardyck (Dunkerque) et de Coudekerque-Village (Téteghem-Coudekerque-Village).
- 14e circonscription : cantons de Coudekerque-Branche, Dunkerque-2 (sauf partie du quartier de Dunkerque-Centre, quartiers des Glacis, Malo et Rosendaël), Grande-Synthe (sauf commune associée de Mardyck et commune de Grande-Synthe) et Wormhout (30 communes)
- 15e circonscription : cantons de Bailleul, Hazebrouck et Wormhout (15 communes)
- 16e circonscription : cantons d'Aniche (9 communes) et Sin-le-Noble, communes d'Anhiers, Bouvignies et Flines-lez-Raches.
- 17e circonscription : cantons d'Aniche (17 communes) et Douai, communes d'Auby, Raches, Raimbeaucourt et Roost-Warendin.
- 18e circonscription : cantons de Cambrai et du Cateau-Cambrésis (sauf communes de Briastre, Cattenières, Fontaine-au-Pire et Wambaix), communes de Cagnoncles, Caudry, Cauroir, Iwuy et Naves.
- 19e circonscription : cantons d'Aulnoy-lez-Valenciennes (sauf communes d'Aubry-du-Hainaut, Bellaing et Petite-Forêt) et Denain, commune d'Hélesmes.
- 20e circonscription : cantons d'Anzin (sauf commune d'Onnaing) et Saint-Amand-les-Eaux (sauf communes d'Hélesmes et Wallers), communes de Hergnies, Odomez, Vicq et Vieux-Condé
- 21e circonscription : cantons de Marly (sauf communes d'Hergnies, Odomez, Vicq et Vieux-Condé) et Valenciennes, communes d'Onnaing et Wallers